# Torino Calcio 1982-1983
Questa voce raccoglie le informazioni riguardanti il Torino Calcio nelle competizioni ufficiali della stagione 1982-1983.

## Stagione
Nonostante il cambio in panchina il Toro vive in campionato un'altra stagione anonima, culminata in un misero ottavo posto. Il derby con la Juventus fermerà l'imbattibilità iniziale di 9 partite (2 vittorie e 7 pareggi) facendo scivolare i granata verso il basso nelle successive gare. I granata si rifaranno con la storica rimonta nel derby di ritorno (da 0-2 a 3-2 in 4 minuti) facendo sperare in qualcosa di più, ma le successive ultime 4 partite (3 sconfitte e 1 pareggio) rispediranno il Torino nell'anonimato.
In Coppa Italia i granata, dopo aver passato agevolmente il primo turno ed eliminato negli ottavi il Catanzaro e nei quarti il Napoli, cadranno clamorosamente in semifinale in casa contro il Verona dopo aver vinto la gara di andata in terra scaligera ed essere passati per primi in vantaggio anche nella sfida di ritorno.

## Divise e sponsor
Nella stagione 1982-1983, il Torino ebbe come sponsor tecnico Tixo Sport e come sponsor principale Barbero. Dopo diverse stagioni i calzoncini della divisa casalinga tornarono a essere bianchi.
| Casa | Trasferta |

## Società
- Presidente:
  - Sergio Rossi
- General manager:
  - Federico Bonetto
- Direttore generale:
  - Luciano Moggi

- Medico sociale:
  - Cesare Cattaneo
- Massaggiatore:
  - Giovanni Tardito
- Allenatore:
  - Eugenio Bersellini

## Rosa
| N. |                        | Ruolo | Calciatore           |
| -- | ---------------------- | ----- | -------------------- |
|    | Italia (bandiera)      | P     | Renato Copparoni     |
|    | Italia (bandiera)      | P     | Giuliano Terraneo    |
|    | Italia (bandiera)      | D     | Paolo Beruatto       |
|    | Italia (bandiera)      | D     | Giancarlo Corradini  |
|    | Italia (bandiera)      | D     | Luigi Danova         |
|    | Italia (bandiera)      | D     | Roberto Galbiati     |
|    | Italia (bandiera)      | D     | Ezio Rossi           |
|    | Italia (bandiera)      | D     | Roberto Salvadori    |
|    | Paesi Bassi (bandiera) | D     | Michel van de Korput |
|    | Italia (bandiera)      | C     | Dante Bertoneri      |

| N. |                      | Ruolo | Calciatore                   |
| -- | -------------------- | ----- | ---------------------------- |
|    | Italia (bandiera)    | C     | Antonio Comi                 |
|    | Italia (bandiera)    | C     | Giuseppe Dossena             |
|    | Italia (bandiera)    | C     | Franco Ermini                |
|    | Italia (bandiera)    | C     | Giacomo Ferri                |
|    | Argentina (bandiera) | C     | Patricio Hernández           |
|    | Italia (bandiera)    | C     | Fortunato Torrisi            |
|    | Italia (bandiera)    | C     | Renato Zaccarelli (capitano) |
|    | Italia (bandiera)    | A     | Alessandro Bonesso           |
|    | Italia (bandiera)    | A     | Carlo Borghi                 |
|    | Italia (bandiera)    | A     | Franco Selvaggi              |

## Calciomercato

### Sessione estiva
| Acquisti | Acquisti            | Acquisti         | Acquisti             |
| R.       | Nome                | a                | Modalità             |
| -------- | ------------------- | ---------------- | -------------------- |
| D        | Giancarlo Corradini | Reggiana         | definitivo (450 mln) |
| D        | Roberto Galbiati    | Fiorentina       | comproprietà         |
| C        | Patricio Hernández  | Estudiantes (LP) | definitivo           |
| C        | Fortunato Torrisi   | Ascoli           | definitivo           |
| A        | Carlo Borghi        | Catanzaro        | definitivo (1,6 mld) |
| A        | Franco Selvaggi     | Cagliari         | definitivo (1,2 mld) |

| Cessioni | Cessioni           | Cessioni  | Cessioni                             |
| R.       | Nome               | da        | Modalità                             |
| -------- | ------------------ | --------- | ------------------------------------ |
| D        | Agatino Cuttone    | Catanzaro | prestito                             |
| D        | Giovanni Francini  | Reggiana  | comproprietà con diritto di riscatto |
| C        | Franco Ermini      | Catanzaro | comproprietà                         |
| C        | Vincenzo Esposito  | Prato     | definitivo                           |
| C        | Mirko Paganelli    | Catania   | definitivo                           |
| C        | Claudio Sclosa     | Bologna   | prestito                             |
| C        | Fabrizio Spagnuolo | Reggina   | definitivo                           |
| A        | Ezio Panero        | Prato     | definitivo                           |
| A        | Pietro Mariani     | Catanzaro | prestito                             |
| A        | Paolino Pulici     | Udinese   | lista gratuita                       |
| A        | Adelino Zennaro    | Empoli    | definitivo                           |

## Risultati

### Serie A

#### Girone di andata
| Arbitro: | Ballerini (La Spezia) |

|                                                  |           |                     |
| Hernandez 8’ Borghi 45’ Dossena 63’ Selvaggi 82’ | Marcatori | 87’ (aut.) Galbiati |

| Catanzaro 19 settembre 1982, ore 15:00 UTC+2 2ª giornata | Catanzaro                    | 0 – 0 | Torino | Stadio Comunale (12.900 spett.)\| Arbitro: \| Agnolin (Bassano del Grappa) \| |
| Arbitro:                                                 | Agnolin (Bassano del Grappa) |       |        |                                                                               |

| Arbitro: | Menegali (Roma) |

|           |           |                    |
| Borghi 8’ | Marcatori | 89’ (aut.) Dossena |

| Arbitro: | Paparesta (Bari) |

|                                      |           |                          |
| Causio 43’ (rig.) Dossena 53’ (aut.) | Marcatori | 17’ Hernandez 75’ Borghi |

| Torino 10 ottobre 1982, ore 14:30 UTC+1 5ª giornata | Torino            | 0 – 0 | Inter | Stadio Comunale (47.165 spett.)\| Arbitro: \| Bergamo (Livorno) \| |
| Arbitro:                                            | Bergamo (Livorno) |       |       |                                                                    |

| Arbitro: | Menicucci (Firenze) |

|                        |           |  |
| Selvaggi 19’, 50’, 45’ | Marcatori |  |

| Cagliari 24 ottobre 1982, ore 14:30 UTC+1 7ª giornata | Cagliari          | 0 – 0 | Torino | Stadio Sant'Elia (21.167 spett.)\| Arbitro: \| Mattei (Macerata) \| |
| Arbitro:                                              | Mattei (Macerata) |       |        |                                                                     |

| Arbitro: | Agnolin (Bassano del Grappa) |

|            |           |          |
| Borghi 75’ | Marcatori | 37’ Diaz |

| Firenze 7 novembre 1982, ore 14:30 UTC+1 9ª giornata | Fiorentina       | 0 – 0 | Torino | Stadio Comunale (47.272 spett.)\| Arbitro: \| D'Elia (Salerno) \| |
| Arbitro:                                             | D'Elia (Salerno) |       |        |                                                                   |

| Arbitro: | Casarin (Milano) |

|             |           |  |
| Platini 35’ | Marcatori |  |

| Arbitro: | Bianciardi (Siena) |

|  |           |             |
|  | Marcatori | 49’ Buriani |

| Arbitro: | Altobelli (Roma) |

|              |           |  |
| Sacchetti 6’ | Marcatori |  |

| Arbitro: | Lanese (Messina) |

|                         |           |  |
| Selvaggi 45’ Borghi 86’ | Marcatori |  |

| Arbitro: | Benedetti (Roma) |

|  |           |              |
|  | Marcatori | 80’ Selvaggi |

| Arbitro: | Lo Bello (Siracusa) |

|             |           |            |
| Dossena 46’ | Marcatori | 32’ Pruzzo |

#### Girone di ritorno
| Arbitro: | Lanese (Messina) |

|                                  |           |  |
| Barbadillo 1’ Vignola 46’ (rig.) | Marcatori |  |

| Arbitro: | Bianciardi (Siena) |

|                      |           |  |
| Hernandez 35’ (rig.) | Marcatori |  |

| Arbitro: | Menicucci (Firenze) |

|            |           |                    |
| Romano 19’ | Marcatori | 30’ (aut.) Testoni |

| Torino 6 febbraio 1983, ore 15:00 UTC+1 19ª giornata | Torino                | 0 – 0 | Udinese | Stadio Comunale (25.811 spett.)\| Arbitro: \| Ballerini (La Spezia) \| |
| Arbitro:                                             | Ballerini (La Spezia) |       |         |                                                                        |

| Arbitro: | Paparesta (Bari) |

|                      |           |                                     |
| Altobelli 90’ (rig.) | Marcatori | 28’ Borghi 71’ Selvaggi 89’ Torrisi |

| Genova 27 febbraio 1983, ore 15:00 UTC+1 21ª giornata | Sampdoria           | 0 – 0 | Torino | Stadio Luigi Ferraris (36.288 spett.)\| Arbitro: \| Menicucci (Firenze) \| |
| Arbitro:                                              | Menicucci (Firenze) |       |        |                                                                            |

| Arbitro: | Benedetti (Roma) |

|                               |           |                                  |
| Selvaggi 10’ Torrisi 15’, 17’ | Marcatori | 4’ A. Marchetti 47’ (rig.) Piras |

| Arbitro: | Bergamo (Livorno) |

|                     |           |  |
| Ferrario 21’ (rig.) | Marcatori |  |

| Arbitro: | Mattei (Macerata) |

|                         |           |  |
| Beruatto 13’ Borghi 45’ | Marcatori |  |

| Arbitro: | Lo Bello (Siracusa) |

|                                     |           |                          |
| Dossena 71’ Bonesso 72’ Torrisi 74’ | Marcatori | 15’ P. Rossi 65’ Platini |

| Arbitro: | Agnolin (Bassano del Grappa) |

|                                 |           |  |
| Danova 68’ (aut.) Schachner 89’ | Marcatori |  |

| Arbitro: | Angelelli (Terni) |

|                   |           |             |
| Van de Korput 55’ | Marcatori | 11’ Volpati |

| Arbitro: | Lo Bello (Siracusa) |

|                                       |           |  |
| Greco 67’ (aut.) De Vecchi 85’ (rig.) | Marcatori |  |

| Arbitro: | Agnolin (Bassano del Grappa) |

|  |           |                       |
|  | Marcatori | 59’ Todesco 69’ Sorbi |

| Arbitro: | Bianciardi (Siena) |

|                                        |           |               |
| Pruzzo 20’ (rig.) Falcao 36’ Conti 85’ | Marcatori | 80’ Hernandez |

### Coppa Italia

#### Fase a gironi
| Palermo 18 agosto 1982, ore 17:30 UTC+2 1ª giornata | Palermo               | 0 – 0 | Torino | Stadio La Favorita (28.520 spett.)\| Arbitro: \| Ballerini (La Spezia) \| |
| Arbitro:                                            | Ballerini (La Spezia) |       |        |                                                                           |

| Arbitro: | Menicucci (Firenze) |

|              |           |                          |
| Paradiso 17’ | Marcatori | 46’ Bonesso 77’ Selvaggi |

| Arbitro: | Vitali (Bologna) |

|                |           |              |
| Borghi 7’, 68’ | Marcatori | 65’ Pradella |

| Arbitro: | Benedetti (Roma) |

|             |           |                          |
| Carboni 43’ | Marcatori | 58’ Galbiati 79’ Dossena |

| Arbitro: | Casarin (Milano) |

|               |           |                   |
| Hernandez 16’ | Marcatori | 43’ (aut.) Danova |

#### Fase finale
| Arbitro: | Longhi (Roma) |

|  |           |            |
|  | Marcatori | 80’ Borghi |

| Arbitro: | Falzier (Treviso) |

|                                    |           |  |
| Peccenini 16’ (aut.) Hernandez 43’ | Marcatori |  |

| Arbitro: | Redini (Pisa) |

|                        |           |  |
| Hernandez 32’ Comi 67’ | Marcatori |  |

| Napoli 1º giugno 1983, ore 20:30 UTC+2 Quarti di finale - ritorno | Napoli         | 0 – 0 | Torino | Stadio San Paolo (50.000 spett.)\| Arbitro: \| Pieri (Genova) \| |
| Arbitro:                                                          | Pieri (Genova) |       |        |                                                                  |

| Arbitro: | Bergamo (Livorno) |

|  |           |               |
|  | Marcatori | 37’ Hernandez |

| Arbitro: | D'Elia (Salerno) |

|              |           |                       |
| Selvaggi 15’ | Marcatori | 19’ Volpati 77’ Penzo |

## Statistiche

### Statistiche di squadra
| Competizione | Punti | In casa | In casa | In casa | In casa | In casa | In casa | In trasferta | In trasferta | In trasferta | In trasferta | In trasferta | In trasferta | Totale | Totale | Totale | Totale | Totale | Totale | DR  |
| Competizione | Punti | G       | V       | N       | P       | Gf      | Gs      | G            | V            | N            | P            | Gf           | Gs           | G      | V      | N      | P      | Gf     | Gs     | DR  |
| ------------ | ----- | ------- | ------- | ------- | ------- | ------- | ------- | ------------ | ------------ | ------------ | ------------ | ------------ | ------------ | ------ | ------ | ------ | ------ | ------ | ------ | --- |
| Serie A      | 30    | 15      | 7       | 6       | 2       | 22      | 12      | 15           | 2            | 6            | 7            | 8            | 16           | 30     | 9      | 12     | 9      | 30     | 28     | +2  |
| Coppa Italia | -     | 5       | 3       | 1       | 1       | 8       | 4       | 6            | 4            | 2            | 0            | 6            | 2            | 11     | 7      | 3      | 1      | 14     | 6      | +8  |
| Totale       | -     | 20      | 10      | 7       | 3       | 30      | 16      | 21           | 6            | 8            | 7            | 14           | 18           | 41     | 16     | 15     | 10     | 44     | 34     | +10 |

### Statistiche dei giocatori
| Giocatore        | Serie A  | Serie A | Serie A     | Serie A    | Coppa Italia | Coppa Italia | Coppa Italia | Coppa Italia | Totale   | Totale | Totale      | Totale     |
| Giocatore        | Presenze | Reti    | Ammonizioni | Espulsioni | Presenze     | Reti         | Ammonizioni  | Espulsioni   | Presenze | Reti   | Ammonizioni | Espulsioni |
| ---------------- | -------- | ------- | ----------- | ---------- | ------------ | ------------ | ------------ | ------------ | -------- | ------ | ----------- | ---------- |
| D. Bertoneri     | 12       | 0       | ?           | ?          | 3            | 0            | ?            | ?            | 15       | 0      | ?           | ?          |
| P. Beruatto      | 26       | 1       | ?           | ?          | 10           | 0            | ?            | ?            | 36       | 1      | ?           | ?          |
| A. Bonesso       | 8        | 1       | ?           | ?          | 7            | 1            | ?            | ?            | 15       | 2      | ?           | ?          |
| C. Borghi        | 30       | 7       | ?           | ?          | 9            | 3            | ?            | ?            | 39       | 10     | ?           | ?          |
| A. Comi          | 5        | 0       | ?           | ?          | 3            | 1            | ?            | ?            | 8        | 1      | ?           | ?          |
| R. Copparoni     | 1        | -1      | ?           | ?          | 0            | -0           | 0            | 0            | 1        | -1     | 0+          | 0+         |
| G. Corradini     | 25       | 0       | ?           | ?          | 7            | 0            | ?            | ?            | 32       | 0      | ?           | ?          |
| L. Danova        | 28       | 0       | ?           | ?          | 11           | 0            | ?            | ?            | 39       | 0      | ?           | ?          |
| G. Dossena       | 30       | 3       | ?           | ?          | 10           | 1            | ?            | ?            | 40       | 4      | ?           | ?          |
| F. Ermini        | 0        | 0       | 0           | 0          | 4            | 0            | ?            | ?            | 4        | 0      | 0+          | 0+         |
| G. Ferri         | 14       | 0       | ?           | ?          | 10           | 0            | ?            | ?            | 24       | 0      | ?           | ?          |
| R. Galbiati      | 28       | 0       | ?           | ?          | 11           | 1            | ?            | ?            | 39       | 1      | ?           | ?          |
| P. Hernández     | 28       | 4       | ?           | ?          | 11           | 4            | ?            | ?            | 39       | 8      | ?           | ?          |
| E. Rossi E.      | 8        | 0       | ?           | ?          | 5            | 0            | ?            | ?            | 13       | 0      | ?           | ?          |
| R. Salvadori     | 5        | 0       | ?           | ?          | 2            | 0            | ?            | ?            | 7        | 0      | ?           | ?          |
| F. Selvaggi      | 30       | 8       | ?           | ?          | 11           | 2            | ?            | ?            | 41       | 10     | ?           | ?          |
| G. Terraneo      | 30       | -27     | ?           | ?          | 11           | -6           | ?            | ?            | 41       | -33    | ?           | ?          |
| F. Torrisi       | 21       | 4       | ?           | ?          | 4            | 0            | ?            | ?            | 25       | 4      | ?           | ?          |
| M. Van de Korput | 27       | 1       | ?           | ?          | 10           | 0            | ?            | ?            | 37       | 1      | ?           | ?          |
| R. Zaccarelli    | 22       | 0       | ?           | ?          | 5            | 0            | ?            | ?            | 27       | 0      | ?           | ?          |

## Giovanili

La squadra Primavera vincitrice della Coppa di categoria

### Piazzamenti
- Primavera:
  - Campionato:
  - Coppa Italia: Vincitore